# Zil Çalınca
Zil Çalınca (littéralement Quand sonne la cloche) est une série télévisée turque en quarante épisodes de 5 à 8 minutes produite par Tims Productions et diffusée du 23 avril 2012 au 22 juin 2013 sur Disney Channel Turquie. Il s'agit d'une adaptation de la série italienne Quelli dell'Intervallo, adaptée en France sous le titre Trop la classe !.
Cette série est inédite dans tous les pays francophones.

## Distribution
- Turhan Cihan Şimşek (tr) : Metehan
- Elif Ceren Balıkçı : Merve
- Merve Hazer : Ada
- Miray Daner (tr) : Duygu
- Emir Çalıkkocaoğlu : Korcan
- Aylin Üskaya : Aslı
- Lorin Merhart : Acar
- Berkay Mercan : Tanıl
- Yağmur Yılmaz : Nisan
- Fırat Can Aydın : Sarp